# Chambre des peuples (Bosnie-et-Herzégovine)
Cet article concerne la chambre haute du Parlement de la fédération de Bosnie-et-Herzégovine, une entité politique de Bosnie-Herzégovine. Pour la chambre haute de l'Assemblée parlementaire de Bosnie-Herzégovine, voir Chambre des peuples de Bosnie-Herzégovine.
Ne doit pas être confondu avec Chambre du peuple.
8e législature
Bâtiment du Parlement
La Chambre des peuples (en bosnien, croate et serbe : Dom naroda ; en serbe en écriture cyrillique : Дом народа) est la chambre basse du Parlement de la fédération de Bosnie-et-Herzégovine, l'une des deux entités fédératives de la Bosnie-Herzégovine.
Elle est composée de 80 délégués élus par les assemblées cantonales pour quatre ans. L'élection intervient selon des critères ethniques. Elle siège à Sarajevo, la capitale de l'entité.

## Histoire
La Chambre des peuples est issue de la Constitution de la fédération de Bosnie-et-Herzégovine. Ce texte fondamental est adopté par l'Assemblée constituante de la fédération de Bosnie-et-Herzégovine, le 30 mars 1994, peu après la signature de l'accord de Washington qui établit un cessez-le-feu entre les Croates de Bosnie-Herzégovine et la république de Bosnie-Herzégovine.

## Système électoral
La Chambre des peuples est composée de 80 délégués élus par les assemblées cantonales pour un mandat quatre ans. Leur élection s'effectue selon des critères ethniques, les minorités Bosniaques, Serbes et Croates sont représentées chacune par 23 délégués et enfin les 11 derniers membres assurent la représentation des autres minorités de l'entité.

### Historique
En juillet 2017, la Cour constitutionnelle de Bosnie-Herzégovine annule des dispositions de la loi électorale régissant l'élection indirecte des délégués à la Chambre des peuples. En 2016 déjà, elle déclarait ces dispositions inconstitutionnelles et demandait que ses dernières soient modifiées pour assurer une représentation légitime des membres bosniaques, croates et serbes à la chambre.
Le 2 octobre 2022, le haut représentant international Christian Schmidt impose des changements constitutionnels et juridiques appelés « Mesures pour améliorer la fonctionnalité de la Fédération ». Cela a pour conséquence l'augmentation du nombre de délégués de chacune des nations constituantes de 17 à 23, et pour les « autres » de 7 à 11, augmentant ainsi la Chambre des peuples de 58 à 80 délégués.